# Chakotay
Chakotay, är en fiktiv rollfigur i Star Treks universum, som porträtteras av Robert Beltran i TV-serien Star Trek: Voyager.

## Biografi
Chakotay växte upp i en indianby, men bröt upp för att utbilda sig vid stjärnflotteakademin. Hans intresse för arkeologi gjorde att han var med om de första kontakterna med Tarkannerna. Chakotay lämnade stjärnflottan för att hjälpa Maquiserna i kampen mot Cardassierna. Han fick även med Tom Paris som pilot på ett av de maquisiska skeppen. När de försökte fly från ett cardassianskt skepp slungades de iväg till yttre kanten av deltakvadranten tillsammans med USS Voyager. I deltakvadranten kom de i kontakt med  Kazon-Ogla som förstörde Chakotays skepp. För att komma hem anslöt man sig åter till stjärnflottan. Chakotay befordrades till försteofficer på USS Voyager vilket gjorde honom till Kathryn Janeways ställföreträdare.